# Dorothea Volk
Dorothea Volk (1921 - 27 de octubre de 2011) fue una actriz de nacionalidad alemana.

## Biografía
Nacida en Siegenburg, Alemania, Dorothea Volk se formó artísticamente en Múnich, empezando su carrera en esa ciudad, y actuando posteriormente en Altemburgo, Jena, Gera, Leipzig, y en el Teatro Maxim Gorki de Berlín. Fue también actriz televisiva y cinematográfica, actuando en numerosas producciones de la Deutsche Film AG. Igualmente trabajó como actriz de voz, doblando a Tatyana Pelttser.
Dorothea Volk falleció en el año 2011. Había estado casada con el actor y director Werner Schulz-Wittan.

## Filmografía (selección)
- 1957 : Alter Kahn und junge Liebe
- 1957 : Spielbank-Affäre
- 1960 : Trübe Wasser
- 1962 : Freispruch mangels Beweises
- 1964 : Der geteilte Himmel
- 1965 : Das Kaninchen bin ich
- 1967 : Ein Lord am Alexanderplatz
- 1967 : Die Fahne von Kriwoj Rog
- 1972 : Der Dritte
- 1972 : Die Bilder des Zeugen Schattmann (miniserie TV)
- 1972 : Die große Reise der Agathe Schweigert (telefilm)
- 1975 : Der Staatsanwalt hat das Wort (serie TV), episodio Hilfe für Maik
- 1977 : Zur See (serie TV), 3 episodios
- 1980 : Die Verlobte
- 1988 : In einem Atem

## Teatro
- 1952 : Boris Lawrenjow: Für die auf See, dirección de Maxim Vallentin (Teatro Maxim Gorki de Berlín)
- 1953 : Julius Hay: Energie, dirección de Otto Lang (Teatro Maxim Gorki)
- 1953 : Anatolij Surow: Das grüne Signal, dirección de Maxim Vallentin (Teatro Maxim Gorki)
- 1955 : Friedrich Wolf: Das Schiff auf der Donau, dirección de Maxim Vallentin (Teatro Maxim Gorki)
- 1956 : Henrik Ibsen: Espectros, dirección de Werner Schulz-Wittan (Teatro Maxim Gorki)

## Radio
- 1970 : Horst Bastian: Deine Chance zu leben, dirección de Detlef Kurzweg (Rundfunk der DDR)
- 1979 : Alberto Molina: Beerdigung unter Bewachung, dirección de Fritz Göhler (Rundfunk der DDR)